# Antioquia del Taure
Antioquia del Taure (Antiocheia ad Taurum, Ἀντιόχεια του Ταύρου) fou una ciutat de les muntanyes del Taure esmentada principalment per Esteve de Bizanci i pel geògraf Claudi Ptolemeu, però sense prou detalls de la seva situació.
Podria estar situada a Aintab, ciutat turca que el 1921 va adoptar el nom de Gaziantep. Tot i que alguns estudiosos anteriorment preferien associar aquesta ciutat amb Alep (antigament Halab), Síria.